# Ben Watson (motorcrosser)
Ben Watson (Nottinghamshire, 5 juni 1997) is een Brits motorcrosser.

## Carrière
Watson begin in 2014 in het Europees Kampioenschap EMX250, met KTM. Hij behaalde het podium in vier races waarvan hij er twee won. In zijn eerste seizoen eindigde hij als vijfde in het eindklassement.
In 2015 maakte hij zijn profdebuut in het Wereldkampioenschap motorcross MX2. Hij werd eenentwintigste in de eindstand ondanks het missen van enkele Grands Prix. In 2016 nam hij deel aan drie Grands Prix, maar tijdens de GP van Argentinië liep hij een beenblessure op, waardoor hij de rest van het seizoen moest missen. In 2017 keerde hij terug en wist in acht wedstrijden in de top tien te finishen. In de eindstand werd hij vijftiende. Vanaf 2018 komt Watson uit voor het Yamaha-fabrieksteam onder leiding van oud-motorcrosser Marnicq Bervoets.

## Motorcross der Naties
In het seizoen 2018 debuteerde hij in de Motorcross der Naties waarbij hij met het Britse team, na diskwalificatie van Italië, als derde eindigde.

## WK resultaten
2015 - 21e in MX2
2016 - 38e in MX2
2017 - 15e in MX2
2018 - 04e in MX2
2019 - 10e in MX2
2020 - 5e in MX2
2021 - 11e in MXGP
2022 - 12e in MXGP
2023 - 13e in MXGP
| 1 | 25-10-2020 | Lommel (België)         | Lommel       |
| 2 | 08-11-2020 | Garda-Trentino (Italië) | Pietramurata |